# Diphyscium pocsii
Diphyscium pocsii är en bladmossart som beskrevs av Richard Henry Zander 1993. Diphyscium pocsii ingår i släktet Diphyscium och familjen Buxbaumiaceae. Inga underarter finns listade i Catalogue of Life.